# Snipers da União Soviética

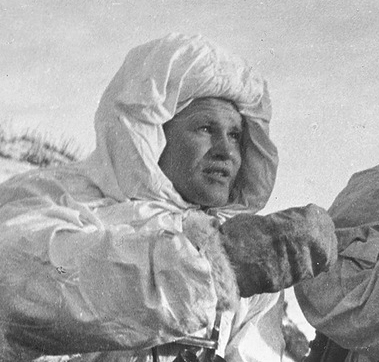
Vassili Zaitsev, possivelmente o mais conhecido sniper soviético no Ocidente

Os snipers da União Soviética desempenharam um papel importante principalmente na Frente Oriental da Segunda Guerra Mundial, além de outros conflitos anteriores e subsequentes. Na Segunda Guerra Mundial, os snipers soviéticos usavam o cartucho 7.62×54mmR com armamento leve e pesado com balas penetrantes. A maioria dos snipers soviéticos da Segunda Guerra Mundial carregava uma carga de combate de 120 cartuchos de fuzil no campo.
Durante a Segunda Guerra Mundial, acredita-se que 428.335 indivíduos, incluindo guerrilheiros, tenham recebido treinamento de atiradores do Exército Vermelho e desses 9.534 obtiveram qualificações de nível superior.
Ao contrário dos militares de outras nações, esses snipers poderiam ser homens ou mulheres. Entre 1941-1945, um total de 2.484 atiradores soviéticos estavam atuando nesse papel, dos quais cerca de 500 sobreviveram à guerra.

## Lista de snipers soviéticos famosos
- Vassili Zaitsev
- Lyudmila Pavlichenko
- Roza Shanina
- Nina Lobkovskaya
- Aliya Moldagulova
- Ivan Sidorenko
- Vasilij Kvachantiradze
- Semyon Nomokonov
- Tatyana Baramzina
- Natalya Kovshova
- Fyodor Okhlopkov
- Noah Adamia
- Fedir Dyachenko
- Abukhadzhi Idrisov
- Mikhail Surkov
- Klavdiya Kalugina

## Na cultura popular
O tema foi abordado em:
- Filmes:
  - Enemy at the Gates
  - The Forty-First (filme de 1927)
  - The Forty-First (filme de 1956)
  - Battle for Sevastopol

- Livros:
  - O Urso e o Dragão
  - War of the Rats

- Jogos:
  - Call of Duty: World at War